# Gasometer Einbeck
Der Gasometer Einbeck ist ein vollständig erhaltener Gasbehälter in der Stadt Einbeck.
Der Bau wurde 1910 für 290.000 Mark bewilligt und im folgenden Jahr fertiggestellt. Am 6. Dezember 1911 wurde der Betrieb aufgenommen. Der Gasometer ersetzte den Vorgänger von 1865. In den 1950er Jahren wurde eine zweite Spaltanlage für Flüssiggas errichtet. 1961 wurde der Betrieb der Anlage eingestellt. Seit 1972 gibt es Erdgas in Einbeck.
Es handelt sich um einen freistehenden eisernen Glocken- beziehungsweise Teleskopgasbehälter.